# Henry R. Jackson
Henry Rootes Jackson (Athens, 24 juni 1820 – Savannah, 23 mei 1898) was een advocaat, rechter en diplomaat. Hij diende in het United States Army en na het uitbreken van de Amerikaanse Burgeroorlog in het Confederate States Army.

## Vroege jaren
Jackson werd geboren in Athens Georgia op 24 juni 1820. Hij studeerde rechten aan de universiteit van Yale en was een lid van Skull and bones in 1839. Hij voltooide zijn studies met onderscheiding. Jackson begon zijn loopbaan als advocaat in Savannah, Georgia. Hij schreef poëzie. Zijn boek Tallulah and Other Poems verscheen in 1850 en was eveneens een gevierd spreker.
Tijdens de Mexicaans-Amerikaanse Oorlog diende Jackson als kolonel in de 1st Georgia Volunteers. Na zijn korte militaire loopbaan werd hij aangesteld als rechter. Tussen 1853 en 1854 was Jackson eerst Chargé d’affaires voor de Verenigde Staten in het Oostenrijkse keizerrijk en daarna tussen 1854 en 1858 Minister-resident. Na zijn diplomatieke loopbaan keerde Jackson terug naar zijn geboortestaat. Hij nam zijn rol als advocaat en rechter opnieuw op.

## De Amerikaanse Burgeroorlog
Toen de Amerikaanse Burgeroorlog begon, nam Jackson in 1861 dienst in het Confederate Army. Hij werd al snel bevorderd tot brigadegeneraal . Zijn eenheid nam deel aan de Slag bij Cheat Mountain in het najaar van 1861. In december werd hij opnieuw bevorderd tot generaal-majoor bij de militie-eenheden van Georgia. In september 1863 keerde hij terug naar actieve dienst in het Zuidelijke leger. Hij voerde het bevel over een brigade tijdens de Atlantaveldtocht. Tijdens de Franklin-Nashvilleveldtocht maakte zijn brigade deel uit van de divisie van William B. Bate in John Bell Hood’s leger. Tijdens de Slag bij Nashville werd Jackson gevangen genomen. Op 8 juli 1865 werd hij vrijgelaten uit krijgsgevangenschap.

## Latere jaren
Na de oorlog nam Jackson opnieuw zijn carrière als advocaat, rechter en diplomaat op. Hij was tussen 1885 en 1886 minister-resident in Mexico. Tussendoor was hij eveneens een bankier, medebestuurder van een spoorwegmaatschappij en voorzitter van de Georgia Historical Society (1875 – 1898). Jackson overleed op 23 mei 1898 in Savannah, Georgia. Hij werd begraven in het Bonaventure Cemetry.